# Las Lomitas (Teksas)
Las Lomitas je naseljeno mjesto za statističke potrebe u američkoj saveznoj državi Teksas. Prema popisu stanovništva iz 2010. u njemu je živjelo 244 stanovnika.